# 農山漁村の郷土料理百選
農山漁村の郷土料理百選（のうさんぎょそんのきょうどりょうりひゃくせん）とは日本の農林水産省主催による、郷土料理をテーマとしたイベントである。
日本各地の農村・山村・漁村に伝わり国民に広く支持されている99品目の郷土料理、および郷土料理ではない「御当地人気料理（ご当地グルメ）」を選定した。

## 概要
農林水産省が主催し、財団法人農村開発企画委員会を事務局として服部幸應を委員長とする郷土料理百選選定委員会において2007年12月18日に99品目が選定された。「百選」を謳いながら選出数を「99」に留めたのは個々人に思い思いの郷土料理を選出してもらい、最後の1品として加えてもらいたいとの考えからである。
また農山漁村との関係は薄いものの地域住民にご当地自慢の料理として広く愛されている料理23品目も、別枠で「御当地人気料理特選」（ごとうちにんきりょうりとくせん）として選定された。選定にあたってはまず選定委員会において約1,700点の候補を選定しさらに選定委員会の会合で2007年10月24日に約300点への絞り込みが行われ、12月18日に最終的な郷土料理百選が選定された。また9月1日から10月10日の間、インターネットによる人気投票が行われ選定の参考とされた。
また、2009年6月9日には日本の食文化を広く海外へ紹介することを目的に選定料理をベースに外国人向けに編集した英文による冊子"Japan's Tasty Secrets"が刊行されている（監修：アダム・フルフォード）。

## 料理一覧
便宜上、ここでは「御当地人気料理特選」の23品目も併記する。
| 都道府県 | 農山漁村の郷土料理百選                       | 御当地人気料理（ご当地グルメ）特選 |
| -------- | -------------------------------------------- | ---------------------------------- |
| 北海道   | ジンギスカン 石狩鍋 ちゃんちゃん焼き         | うに丼 いくら丼 スープカレー       |
| 青森県   | いちご煮 せんべい汁                          |                                    |
| 岩手県   | わんこそば ひっつみ                          | 盛岡冷麺 盛岡じゃじゃ麺            |
| 宮城県   | ずんだ餅 はらこ飯                            | 牛タン焼き                         |
| 秋田県   | きりたんぽ鍋 稲庭うどん                      | 横手やきそば                       |
| 山形県   | 芋煮 どんがら汁                              |                                    |
| 福島県   | こづゆ にしんの山椒漬け                      |                                    |
| 茨城県   | あんこう料理 そぼろ納豆                      |                                    |
| 栃木県   | しもつかれ ちたけそば                        | 宇都宮餃子                         |
| 群馬県   | おっきりこみ 生芋こんにゃく料理              | 焼きまんじゅう                     |
| 埼玉県   | 冷汁うどん いが饅頭                          | やきとん                           |
| 千葉県   | 太巻き寿司 イワシのごま漬け                  |                                    |
| 東京都   | 深川丼 くさや                                | もんじゃ焼き                       |
| 神奈川県 | へらへら団子 かんこ焼き                      | よこすか海軍カレー                 |
| 山梨県   | ほうとう 吉田うどん                          |                                    |
| 長野県   | 信州そば おやき                              |                                    |
| 岐阜県   | 栗きんとん 朴葉みそ                          |                                    |
| 静岡県   | 桜えびのかき揚げ うなぎ蒲焼き                | 富士宮やきそば                     |
| 愛知県   | ひつまぶし 味噌煮込みうどん                  |                                    |
| 三重県   | 伊勢うどん てこね寿司                        |                                    |
| 新潟県   | のっぺ 笹寿司                                |                                    |
| 富山県   | ます寿し ぶり大根                            |                                    |
| 石川県   | かぶら寿し 治部煮                            |                                    |
| 福井県   | おろしそば さばのへしこ                      |                                    |
| 滋賀県   | ふなずし 鴨鍋                                |                                    |
| 京都府   | 京漬物 賀茂なすの田楽                        |                                    |
| 大阪府   | 箱寿司 白味噌雑煮                            | お好み焼き たこ焼き                |
| 兵庫県   | ぼたん鍋 いかなごのくぎ煮                    | 明石焼き 神戸牛ステーキ            |
| 奈良県   | 柿の葉寿司 三輪そうめん                      |                                    |
| 和歌山県 | 鯨竜田揚げ めはりずし                        |                                    |
| 鳥取県   | かに汁 あごのやき                            |                                    |
| 島根県   | 出雲そば しじみ汁                            |                                    |
| 岡山県   | 岡山ばらずし ままかりずし                    |                                    |
| 広島県   | カキの土手鍋 あなご飯                        | 広島風お好み焼き                   |
| 山口県   | ふく料理 岩国寿司                            |                                    |
| 徳島県   | そば米雑炊 ぼうぜの姿寿司                    |                                    |
| 香川県   | 讃岐うどん あんもち雑煮                      |                                    |
| 愛媛県   | 宇和島鯛めし じゃこ天                        |                                    |
| 高知県   | かつおのたたき 皿鉢料理                      |                                    |
| 福岡県   | 水炊き がめ煮                                | 辛子明太子                         |
| 佐賀県   | 呼子イカの活きづくり 須古寿し                |                                    |
| 長崎県   | 卓袱料理 具雑煮                              | ちゃんぽん 皿うどん 佐世保バーガー |
| 熊本県   | 馬刺し いきなりだご からしれんこん           | 太平燕                             |
| 大分県   | ブリのあつめし ごまだしうどん 手延べだんご汁 |                                    |
| 宮崎県   | 地鶏の炭火焼き 冷汁                          | チキン南蛮                         |
| 鹿児島県 | 鶏飯 きびなご料理 つけあげ                   | 黒豚のしゃぶしゃぶ                 |
| 沖縄県   | 沖縄そば ゴーヤーチャンプルー いかすみ汁     |                                    |

## 選定委員会委員
- 服部幸應 - 食育研究家、学校法人服部学園理事（選定委員会委員長）
- 秋岡榮子 - 経済エッセイスト
- 合瀬宏毅 - NHK解説委員
- 絹谷幸二 - 画家、東京芸術大学教授
- 田部浩子 - 社団法人農山漁村女性・生活活動支援協会参与
- 平野啓子 - 語り手、フリーアナウンサー
- 舩山龍二 - JTB代表取締役会長
- 向笠千恵子 - フードジャーナリスト、エッセイスト